# Aslıhan Güner
Aslıhan Güner (Istanbul, Turska - 17. prosinca 1987.) turska je televizijska i filmska glumica poznata po ulozi Gonce Kozcuoğlu u turskoj televizijskoj seriji Asi.

## Životopis
Aslıhan Güner se rodila u Istanbulu u Turskoj. Karijeru je započela 2002. godine ulogom u televizijskoj seriji Sırlar Dünyası / Sır Kapısı. 2004. godine sudjelovala je u televizijskim serijama Büyük Buluşma i En İyi Arkadaşım. 2005. godine glumila je Zehru u filmu The İmam. Godinu dana kasnije, sudjeluje u televizijskim serijama Esir Kalpler, Selena, Sevda Çiçeği i Eksi 18 te u filmovima Çemberimde Gül Oya i Geceler Yarim Oldu. 2007. godine proslavila se ulogom Gonce Kozcuoğlu u popularnoj turskoj televizijskoj seriji Asi. Nakon toga, glumi Hennu u filmu Sonsuz Merhamet. 2010. godine utjelovljuje Leylu u televizijskoj seriji Şefkat Tepe.

## Filmografija

### Televizijske serije
- Şefkat Tepe (2010.) kao Leyla
- Asi (2007.) kao Gonca Kozcuoğlu
- Esir Kalpler (2006.)
- Selena (2006.) kao Demeter
- Sevda Çiçeği (2006.)
- Eksi 18 (2006.)
- Büyük Buluşma (2004.)
- Sırlar Dünyası / Sır Kapısı (2002.)

### Filmovi
- Sonsuz Merhamet (2008.) kao Henna
- Sözün Bittiği Yer (2007.) kao gostujuća uloga
- Yuvamı Yıkamazsın (2007.) kao Pelin
- Memleket Hikayeleri - Yine Bana Kalasın (2007.) kao Menekşe
- Çemberimde Gül Oya (2006.)
- Geceler Yarim Oldu (2006.)
- The İmam (2005.) kao Zehra